# Jørgen Tyge Holm
Jørgen Tyge Holm , född 3 januari 1726 i Korup på Fyn i Danmark, död 25 september 1759, var en dansk botaniker. 
Holm blev teologie kandidat 1746, men gick över till att studera medicin och botanik. År 1750 fick han ett kungligt stipendium för att studera för Linné i Uppsala under ett år. Efter hemkomsten sändes han av den dansk-norska regeringen till Norge med anledning av en epidemi där. 
Från 1754 tillbringade han ytterligare tre år i Uppsala där han blev doktor 1757, varefter han återvände till Köpenhamn. År 1758 företog han en botanisk-ekonomisk resa genom en stor del av Danmark och 1759 blev han professor i ekonomi vid Naturaliekabinettet på Charlottenborg, vars naturhistoriska museum han själv hade lagt grunden till.